# Étienne Cabet
Étienne Cabet (ur. 1 stycznia 1788 w Dijon, zm. 8 listopada 1856 w Saint Louis) – francuski teoretyk socjalizmu utopijnego i uczestnik ruchu karbonarskiego.

## Życiorys
Od 1819 był związany z ruchem karbonariuszy, 1833 założył republikańskie pismo „La Populaire”, 1834-1848 mieszkał i działał w Londynie. W Anglii napisał większość swoich prac, m.in. Historie populaire de Révolution française de 1789 à 1830 (t. 1-4 1839-1844) i zawierająca opis "doskonałego ustroju" Voyage en Icarie (1840), napisana pod wpływem dzieł Thomasa More'a, Roberta Owena i Morelly'ego. W 1841 opublikował Comment je suis communiste, et mon Credo communiste, a w 1846 Le vrai christianisme i La femme.... Od 1848 mieszkał w USA, gdzie w Nauvoo w Illinois w 1849 założył wzorową wspólnotę, Ikarię, mającą być urzeczywistnieniem jego komunistycznych ideałów, jednak jego eksperyment się nie powiódł i w 1856 wspólnota upadła, ponieważ w komunie pojawiła się opozycja wobec jego arbitralnego kierownictwa. Poglądy Cabeta to próba połączenia komunizmu i wizji powrotu do pierwotnego chrześcijaństwa i realizacji zasad ewangelicznych. Proponowany przez siebie ustrój nazwał komunizmem; zaprojektował go z przekonaniem, że najwyższymi wartościami są równość i braterstwo.